# África Tentação
África Tentação é um grupo musical africano formado na década de 1970. Editaram diversos discos e cassettes de músicas originais, que nos anos 70/80 tiveram o objectivo de implementar em Portugal e na Europa a música angolana. Os África Tentação foram na época um dos principais pioneiros da música africana em Portugal e viram recentemente reeditadas em CD várias obras suas, que foram distribuídas em Portugal, Cabo Verde, S. Tomé, Angola e Estados Unidos.

## História
O nome do grupo foi criado por José Paulo numa das actuações na Ericeira, em 1976. Estava muito longe de pensar que o grupo ganharia aceitação de milhares de pessoas, que com o África Tentação conviveram. Quando se fundou o grupo, colocou-se a questão de se deveria produzir música portuguesa. Mas, para os fundadores, não havia dúvidas. Criar originais de música de raiz africana devia ser a opção certa. José Paulo começou por criar o Ufeku ndalota. O Moreninha da Costa, Por você não vou chorar, Bailundo e, mais tarde, Quando fui a Benguela, Kissange Saudade Negra, Mulher de Angola e outros.
Quando Sofia e Henrique que, na antiga Nova Lisboa, tocavam no grupo " A Outra Face", se juntaram ao grupo, Sofia criou temas intemporais, como Autocarro 45, Garina e Mutamba. Boto foi autor de muitas músicas também de sucesso, assim como Zé Morais, que também alcançou sucesso, particularmente com o Merengue Chechita. O África Tentação serviu de elo aglutinador de todos os que vieram das ex-colónias. Nas actuações do grupo, podiam exteriorizar a saudade da terra que deixaram e podiam promover novas amizades. O África Tentação trouxe uma inovação nas Galas de Música Africana, criando um corpo de bailarinas, pois não era costume estas acompanharem os artistas e os grupos.

## Composição
O conjunto África Tentação foi criado, como se referiu, em 1976, com um projecto elaborado por dois dos seus fundadores, José Paulo Serrão e Joka Serrão, na construção de temas musicais com raízes de origem na sua terra, mais propriamente a região de Bailundo, Angola. Com o arranque desse projecto, o conjunto formou-se com alguns elementos inicialmente, tendo-se mais tarde completado com os restantes intérpretes. 
Passaram pelo grupo os seguintes músicos: inicialmente composto por Fernandito (órgão), Fafico (bateria), Joka (viola solo), Zé Paulo (viola ritmo), Zé Morais (baixo) e Jaime Inácio(percussão).
Mais tarde, entraram Freitas(bateria) e Boto (teclados). Em 1977 entrou Henrique (Bateria), Mário Bernardo "Sofia" (Voz, Percussão e Trompete). Em 1978 Nelo Carvalho (voz e guitarra), Nando Quental (Voz e viola) e Toni Amaro (viola).
Discos
- Ufeko n'Dalota, 1978, La Do Si Discos
- Angola 79 [2]
- Angola 80, Arsom Records
- Mulher de Angola [3]
- Quando Fui a Benguela, 1983, Arsom Records
- Kissange Saudade Negra, 1986 [4]

## Temas mais conhecidos
Sofia Rosa, Autocarro 45, Garina, Moreninha da Costa, Quando Fui a Benguela, Ufeka Yeto, Kissange Saudade Negra, Mutamba, Mulher de Angola, Fantasia de Tchingange, Coladera Bacana, Bananeira da Ilha,Coça Costa,Ufeku ndalota) e muitos outros.